# マーティン・ウィットマーシュ
マーティン・ウィットマーシュ（Martin Richard Whitmarsh, 1958年4月29日）は、イングランド出身の自動車実業家、元・航空エンジニア。
F1チームマクラーレンの元チーム代表。また、フォーミュラ・ワン・チームズ・アソシエーション (FOTA) の2代目代表を務めた。2021年以降はアストンマーティン・グループの技術部署（アストンマーチン・パフォーマンス・テクノロジーズ）に所属している。

## 経歴

### 航空エンジニア時代
1980年、ポーツマス工科大学（現ポーツマス大学）を卒業し、機械工学の学位を取得し、構造分析エンジニアとして、ブリティッシュ・エアロスペース(BAe)（現・BAEシステムズ）のハンブル＝ル＝ライス施設で働き始めた。
BAeのウェイブリッジ施設に異動し、高度なコンポジット構造の研究開発を担当し、
1988年、製造ディレクターとして、ホークとハリアーの機体生産を担当した。

### 自動車企業時代
1989年にBAeを退社し、オペレーション部長（Head of Operations）として自動車企業マクラーレン・グループに転職した。
1997年に、ウィットマーシュはマネージング・ディレクターとして昇進しF1のオペレーション、パートナー及びスポンサーを管理する役割りだった。2004年4月にF1チームのマクラーレンのCEOに任命され、2005年にはマクラーレン・グループのCOOに任命された。
2009年にチーム代表の座を退くロン・デニスの後任として、3月1日よりマクラーレンのチーム代表に昇格した。
2008年に設立されたFOTAではスポーティング・レギュレーション・ワーキンググループの責任者を務め、2009年末に初代FOTA代表ルカ・ディ・モンテゼーモロが退任した後、2010年よりFOTA代表に就任した。
2012年には市販車部門を含むマクラーレン・グループ全体のCEOの座をロン・デニスから引き継ぎ、名実ともにマクラーレン・グループのトップとなった。同時期、ホンダとの間で2015年からパワーユニットの供給を受ける交渉の責任者となり、契約成立に貢献した。しかし、2013年シーズンのF1における大不振などの責任を取らされる形で2014年1月にCEOを辞任（後任にはデニスが復帰した）。その後マクラーレンの公式サイトから名前が消えるものの去就が明らかでない状態が続いたが、同年8月に正式にマクラーレンから離脱したことが公表された。

### ヨットチーム
2015年3月には、アメリカスカップ参戦を目指すベン・エインズリー・レーシング（BAR）のCEOに就任。同チームにはエイドリアン・ニューウェイが参加することが決まっており、F1界から2人目の加入となった。その後BARのチームCEOと兼務で、BARでのヨット建造技術を貨物船に応用することを目指したベンチャー企業として「BAR Technologies」を立ち上げ、同社の会長を務めた。2018年には一時的に国際自動車連盟（FIA）のコンサルタントとなり、F1チームの予算制限についてシリーズ運営側へアドバイスを行う立場となったこともある。

### 自動車業界に復帰
2021年10月、アストンマーティングループ内に新設され、アストンマーティンF1などを統括する「パフォーマンス・テクノロジー部門」のグループCEOに就任することが発表された。同社がF1等のレース活動を通じて得た技術を自動車以外の部門に応用していく役割を担うとされている。
2023年5月、アストンマーティンF1とホンダF1の提携（2026年からのパワーユニット供給）交渉が成立した際にも、アストンマーティン側の責任者として交渉に臨み、記者会見にも出席した。前述の通りホンダとはマクラーレン時代にも関係があり、ウィットマーシュ個人としては久々の関係復活となる。